# アフターバーナー (ゲーム)
『アフターバーナー』（After Burner）は、1987年にセガ・エンタープライゼス（現:セガ）が発売したアーケードゲーム。セガAM2研制作で、ゲームデザインは鈴木裕が手掛けた。セガの体感ゲーム第6弾。キャッチコピーは「マッハで駆けるファイターよ、エア・ダンサーとなれ。」
本項ではマイナーチェンジモデルの『アフターバーナーII』も併せて解説する。

## 概要
A国海軍のパイロットが最新鋭戦闘機F-14トムキャットXX（ダブルエックス）に搭乗し、Z国の包囲網を突破し機密兵器情報の入ったフロッピーディスクを輸送する。おびただしい数の敵機を機銃とミサイルで爽快になぎ倒し、地上攻撃や離着陸、空中給油をしながら、プロトタイプである『I』は18ステージ、完成版の『II』では23ステージを戦う。
アナログスティックとそれに取り付けられた2つのボタン（機銃、ミサイル）、アナログスロットルレバーで操作する。
映画『トップガン』（1986年）にあやかったと思しきビジュアル、単純明快なゲーム内容が評価され世界的なヒットセールスに成功。各国でゲーム関連の賞を受賞している。
後に完全3D、実名の戦闘機が登場する続編『アフターバーナー クライマックス』（2006年）がリリースされた。

## 開発

### プロトタイプ
スケジュールの都合から初期のアフターバーナーはゲームバランスの調整が十分行われていなかった上、スロットルレバーがない状態でプロトタイプとして出荷された。
約3ヶ月後に、自機ミサイルがロックオンしてから敵に当たるまでのタイミング調整、BGMやスコアの加点方法などの改良、スロットルレバーの実装がされた『アフターバーナーII』が登場。一般的にアフターバーナーと言えば完成版である『II』のことを指している場合が多い。なお、加点方法は『I』では敵を倒すと加点されるが、『II』では加えて空を飛んでいるだけでも加点というシステムに変更された。
『II』のタイトルアトラクトでは『I』の文字をミサイルで破壊し、『II』が浮かび上がるという、開発者からのメッセージが残されている。

### 筐体
アーケードゲームにおける筐体にはいくつかの種類がある。日本で「体感ゲーム機」として公式にリリースされたのは下記2種類。
- ダブルクレイドルタイプ - 二重振子構造の筐体に取り付けられた前後左右に揺れる座席に乗り込む。当時の感覚でも高価な筐体だったため、当初のプレイ料金は200円に設定されていた店舗が多かった。コマンドのセンサー入力はこのタイプでしか出来ない（無効にされている場合もある）。
- クレイドルタイプ - シングルクレイドルタイプあるいはコマンダータイプとも。ダブルクレイドルよりも簡易な構造。一軸のみで左右にしか揺れない。

可動大型筐体はメンテナンス技術無くしては運用できず、手入れの行き届かない筐体は座席の可動の不具合のみならず、アナログスティックの中心軸がずれていてゲームが成立しない状態に陥る。こういったメンテナンスを常時要する特性と製造から数十年を経過していることもあり、2019年5月現在、日本の商業施設で実際にムービングする状態で稼働しているダブルクレイドルタイプは1ヶ所のみがweb上で確認出来るのみとなっている。セガ自身は某所にある自社の専用倉庫に『II』のダブルクレイドルと（シングル）クレイドルタイプを一般非公開で保管している。
筐体が動かない、一般的なビデオゲームとして稼働できるようにしたものもいくつか存在している。
- アップライトタイプ - 主に海外用に展開。プレイヤーは立ったままプレイする。
- シットダウンタイプ - セガが当時汎用アーケードビデオゲームの筐体として用いていた「シティキャビネット（CITY筐体）」に、本作専用の操縦桿コントロールパネルを取り付けたもの（体感ゲーム筐体用の操縦桿とは異なる形状）。
  - これとは別に、セガ純正以外の一般的なゲーム筐体に他のゲーム作品で使った操縦桿のコントロールパネルを強引に取り付けて流用・運用しているケースも存在する。
- ローリングタイプ - 本来は『スペースハリアー』用の筐体。これをベースに非公式改造したもの[3]。

### グラフィック
リアル志向が加速したコンピュータゲーム業界では、1990年代後期からポリゴンによる数学的な正確さを求める三次元表現が盛んになったが、本作などの大規模体感ゲーム時代においては拡大スプライト表現を多く使ったダイナミックさを特徴としている。

### 音楽
BGMはエレキギターなどの楽器の音を意欲的にサンプリングし、ハードロックを奏でている。
BGMは「あくまでBGMに徹する」という制作側の意図から、ゲーム中に流れるBGMにメロディーパートが含まれていない。1987年10月10日にアルファレコードG.M.O.レーベルより発売されたサウンドトラック『アフターバーナー -セガ・ゲーム・ミュージックVOL.3』には、メロディパートが加えられている。これは開発基板向けに製作され再生されたもの。1990年6月21日には、実際のゲームに使われているメロディパート無し音源のサウンドトラックも改めて発売された。なおメロディパート入りのBGMは、後のサウンドトラックにも併録されているほか、ニンテンドー3DSで発売された『3DアフターバーナーII』にエクストラBGMとして収録された。

## 他機種版
2000年代の中頃までに発売された、国内・海外の主要な（据え置き型）ゲームハードの大半や、パソコンの一部機種に移植されている。移植初期にはオリジナルよりも大きく性能の劣る8ビット機にも移植されている。携帯機やフィーチャーフォン系の携帯電話にも移植された。
海外では『アフターバーナーI』と『アフターバーナーII』は別作品として販売されているため、それぞれに項目を設けた。AmigaとCommodore64に関しては、Activisionからリリースされた欧州版と、それを受けてSEGAから別にリリースされた北米版の2つが存在する。また海外では『After BurnerIII』としてリリースされた『ストライクファイター』（1991年）の移植も存在するが本項では省略する。

### アフターバーナーI
| No. | 発売日                | 対応機種                               | タイトル            | 開発元                                       | 発売元     | メディア                          | 型式              | 売上本数 | 備考           |
| --- | --------------------- | -------------------------------------- | ------------------- | -------------------------------------------- | ---------- | --------------------------------- | ----------------- | -------- | -------------- |
| 1   | 1987年12月12日 1988年 | セガ・マークIII セガ・マスターシステム | アフターバーナー    | セガAM2研                                    | セガ       | 4メガビットロムカセット           | G-1340 MK-9001-50 | -        |                |
| 2   | 1988年                | コモドール64                           | AFTER BURNER        | Weebee Games                                 | Activision | フロッピーディスク カセットテープ |                   |          | 日本国内未発売 |
| 3   | 1988年                | MS-DOS                                 | AFTER BURNER        |                                              | SEGA       | フロッピーディスク                |                   |          | 日本国内未発売 |
| 4   | 1988年                | ZX Spectrum                            | AFTER BURNER        |                                              | Activision | フロッピーディスク カセットテープ |                   |          | 日本国内未発売 |
| 5   | 1988年                | MSX                                    | AFTER BURNER        |                                              | Activision |                                   |                   |          | 日本国内未発売 |
| 6   | 1988年                | Amstrad CPC                            | AFTER BURNER        |                                              | Activision | フロッピーディスク カセットテープ |                   |          | 日本国内未発売 |
| 7   | 1988年                | Atari ST                               | AFTER BURNER        |                                              | Activision | フロッピーディスク                |                   | -        |                |
| 8   | 1988年                | Amiga                                  | AFTER BURNER        |                                              | SEGA       | フロッピーディスク                |                   | -        | 日本国内未発売 |
| 9   | 1989年                | コモドール64                           | AFTER BURNER        | Weebee Games International Development Group | SEGA       | フロッピーディスク                |                   | -        |                |
| 10  | 1989年                | NES                                    | AFTER BURNER        | テンゲン                                     | テンゲン   | ロムカセット                      |                   | -        |                |
| 11  | 2003年5月19日         | ゲームボーイアドバンス                 | SEGA ARCADE GALLERY | ビッツラボラトリー                           | THQ        | ロムカセット                      |                   | -        | 日本国内未発売 |

商品発売元の表記無き場合は全てセガ発売。
セガ・マークIII/マスターシステム（1987年）
国内の家庭用移植作品としては唯一『アフターバーナーI』を元にした移植作のため速度調整の概念が無く、ステージ構成、敵ミサイルが撃ち落とせる、補給機のノズルに合体する操作をプレイヤーが行う、ボスキャラが追加されている。完成度の低さによりユーザーから「アウアーアーアー」と揶揄されていた。
コモドール64（1988年、Activision）
後述の北米版とは違い、こちらは欧州で販売された版。BGMのアレンジはゲームミュージシャンであるAdam Gilmoreが担当しているが、ゲーム雑誌の『Zzap!64』のレビューで100点満点中17点という非常に低い点数を付けられた。
MS-DOS（1988年、SEGA）

ZX Spectrum（1988年、Activision）
本体の性能が低いため、表示キャラクタを単色で描くことで描画処理を減らして速度を確保している。128K版はBGMが存在。
MSX（1988年、Activision）
ZX版同様、単色でグラフィックス画面に描く事で処理スピードを稼いでいる。
Amstrad CPC（1988年、Activision）

Atari ST（1988年、Activision）

Amiga（1988年、SEGA）
敵ミサイルや自機ミサイルの煙が無くマスターシステム的なキャラになっており、4面にこれも同様ボスキャラが存在する。
BGMにメロディが存在するが、Amigaオリジナルになっている。
Commodore 64（1989年、SEGA）
前述の欧州版とは違い、こちらは北米で販売された。BGMのアレンジはゲームミュージシャンであるJeroen Telが担当。
NES（1989年、TENGEN）
サン電子が手がけたファミコン版とは違い、『アフターバーナーI』の移植版。基本的なキャラグラフィックなどはまったく同じだが、ステージ構成やタイトルデモ、色味等が違う。文字フォントも、サン電子版はアーケード版に近いものであるのに対し、テンゲン版はアーケード版とは違う独自のものが使用されている。ゲーム中にスタートボタンを押す事で一定時間アフターバーナー点火状態になる為、厳密には『アフターバーナーI』の移植ではない。
Game Boy Advance（2003年、THQ）
SEGAのアーケード作品4本が収録された北米版GBA用ソフト『SEGA ARCADE GALLERY』に、『アウトラン』『スペースハリアー』『スーパーハングオン』とともに収録。
『II』の移植ではなく『I』の移植である。

### アフターバーナーII
| No. | 発売日               | 対応機種                               | タイトル                                               | 開発元             | 発売元                      | メディア                               | 型式                   | 売上本数 | 備考                                       |
| --- | -------------------- | -------------------------------------- | ------------------------------------------------------ | ------------------ | --------------------------- | -------------------------------------- | ---------------------- | -------- | ------------------------------------------ |
| 1   | 1987年               | ビデオチャレンジャー                   | アフターバーナーII                                     |                    | タカラ                      | VHSビデオテープ                        |                        |          |                                            |
| 2   | 1989年3月1日         | FM TOWNS                               | アフターバーナー                                       |                    | CSK総合研究所               | CD-ROM                                 |                        |          |                                            |
| 3   | 1989年3月30日        | ファミリーコンピュータ                 | アフターバーナー                                       | サンソフト         | サンソフト                  | 3メガビットロムカセット                | SS13-6200              |          |                                            |
| 4   | 1989年4月26日        | X68000                                 | アフターバーナー                                       | マイコンソフト     | 電波新聞社                  | フロッピーディスク                     |                        |          |                                            |
| 5   | 1989年               | Amiga                                  | AFTER BURNER                                           |                    | Activision                  | フロッピーディスク                     |                        |          |                                            |
| 6   | 1989年               | Amiga                                  | AFTER BURNER                                           |                    | SEGA                        | フロッピーディスク                     |                        |          |                                            |
| 7   | 1989年               | Atari ST                               | AFTER BURNER                                           |                    | Activision                  | フロッピーディスク                     |                        |          |                                            |
| 8   | 1989年               | MS-DOS                                 | AFTER BURNER                                           |                    | SEGA                        | フロッピーディスク                     |                        |          |                                            |
| 9   | 1990年3月23日 1990年 | メガドライブ                           | アフターバーナーII                                     | マイコンソフト     | 電波新聞社 SEGA             | 4メガビットロムカセット                | T-17013 1104           |          | アナログジョイパットXE-1AP対応             |
| 10  | 1990年9月28日        | PCエンジン                             | アフターバーナーII                                     | ビッツラボラトリー | NECアベニュー               | 4メガビットHuCARD                      | NAPH-1011              |          |                                            |
| 11  | 1995年1月13日 1995年 | メガドライブスーパー32X                | アフターバーナーコンプリート                           | ゲームのるつぼ     | セガ                        | 16メガビットロムカセット               | GM-4006 84507 84507-50 | -        | アナログスティックAE1-EX対応               |
| 12  | 1996年9月27日        | セガサターン                           | SEGA AGES アフターバーナーII                           | ゲームのるつぼ     | セガ                        | CD-ROM                                 | GS-9109                | -        |                                            |
| 13  | 2001年9月6日         | ドリームキャスト                       | シェンムーII                                           | セガAM2研          | セガ                        | GD-ROM                                 | HDR-0179               | -        |                                            |
| 14  | 2001年12月1日        | ドリームキャスト                       | 鈴木裕ゲームワークス Vol.1                             | セガAM2研          | セガ                        | GD-ROM                                 |                        | -        |                                            |
| 15  | 2004年3月25日        | PlayStation 2                          | セガエイジス2500シリーズ VOL.10 アフターバーナーII     | セガAM2研          | スリーディー・エイジス      | CD-ROM                                 | SLPM 62446             | -        | リメイク移植                               |
| 16  | 2007年9月25日        | iモード                                | ソニックカフェ アフターバーナーII/DX                   | セガ               | セガ                        | ダウンロード                           | -                      | -        |                                            |
| 17  | 2013年12月18日       | ニンテンドー3DS                        | 3D アフターバーナーII                                  | エムツー           | セガ                        | ダウンロード                           | -                      | -        | 2022年12月21日配信・販売終了               |
| 18  | 2016年12月22日       | ニンテンドー3DS                        | セガ3D復刻アーカイブス3 FINAL STAGE アフターバーナーII | エムツー           | セガゲームス （当時の社名） | ニンテンドー3DS専用カード ダウンロード | -                      | -        | 2022年12月21日ダウンロード版配信・販売終了 |
| 19  | 2022年10月27日       | メガドライブ ミニ2 SEGA Genesis Mini 2 | アフターバーナーII                                     | エムツー           | セガ                        | プリインストール                       | HAA-2524 MK-16310      | -        | メガドライブ版の移植                       |

ファミリーコンピュータ（1989年、サン電子）
内容は『II』の移植であり、タイトル画面にも"AFTER BURNER II"の表記がある。ゲーム内容もスロットル操作はないが、ゲーム中にスタートボタンを押す事で一定時間アフターバーナー点火状態となり加速できるなど、『II』の要素を受け継いでいる。
ファミコンソフトでありながら、大容量ROMを生かし、擬似的な回転、拡縮パターン、ステージデータを収録し、省略こそされているもののデルタPCMによる音声の一部や、BGMのパーカッションの再生などを実現している。ROMカートリッジ内には、SEGAの刻印のあるROMが実装されているものもある。なお、ゲーム開始時点で最初に飛び立つ空母がアーケード版では「SEGA・エンタープライズ」だったのが、本作では「SUN・エンタープライズ」に変更されている。
全面クリアしエンディングが終わりタイトル画面に戻ったところで再びゲームを開始すると、大幅に難易度が上がった裏面（二周目）が始まる。裏面では面が進むにつれてゲーム速度が飛躍的に上昇し、裏終盤面になると、アフターバーナー点火状態でローリングすると、ローリングが一瞬で終わるほどの速度になる。
FM TOWNS（1989年、CSK総合研究所）
ホビーPCであるFM TOWNSのローンチタイトルとして発売された。
静止画面はアーケードゲーム機と近い見た目の出来だが、背景オブジェクトの拡大縮小パターンが少なく奥行き感が無かったり、敵キャラクターの回転パターンが破綻していたり、フレームレート自体が低かったりと移植度は芳しくない。FM TOWNS付属のジョイパッドの設計による弊害で減速時は左右、アフターバーナー時は上下しか操作することが出来なくなっておりボーナスステージの難易度が上昇している。BGMはアレンジバージョンをCD音源で出力している。
X68000（1989年、電波新聞社）
アーケードゲームの移植に実績のあった電波新聞社から発売された。処理速度を稼ぐ為にミサイルの煙がメッシュ処理され背景が大幅に省略または、簡略化されるなどグラフィック的にはやや割り切った設計になっており、ボーナスステージの岸壁などが平面に近く、ステージによっては若干遠近感をつかみづらい。ステージ構成はアーケード版に準じているが、誘爆敵機の位置が異なる、2度目のボーナスステージ終了後に補給があるなどの違いが見られる。
サウンドは、永田英哉、粟田英樹の両名によるもので、主に編曲を永田英哉が行い、編曲の一部と、効果音を粟田英樹が担当している。アーケード版準拠のBGMとなっており、メロディーラインは無い。
アナログ的な操作を重視したため、デジタルジョイスティックや、キーボードのみでの操作には対応せず、マウスとキーボードを併用して両手を使う、アーケード版に近づけた操作システムが採用された。
また、同様に電波新聞社が開発し、シャープが純正周辺機器として発売した操縦桿型アナログジョイスティック「サイバースティック（CZ-8NJ2）」を用いるとアーケード版により近いアナログ操作感覚が得られた。電波新聞社からは、同仕様で、カラーリングの違うXE-1AJが発売されたほか、筐体の大きさをコンパクトにし、メガドライブに対応したXE-1AP、AE1-EXも発売され、こちらも利用することが出来た。
メインメモリが2MB以上に増設された機種でSHIFTキーを押しながら起動した場合、ディスク上のデータを全て読み込み、オンメモリで動作させることが可能になっていた。
フロッピーの中にはグラフィック・エディター、エディター用外部関数、3Dフライト・シミュレーターもどき、『スペースハリアー』用のアナログ・ジョイスティックとマウス対応プログラムがオマケとして収録されている他、マウスパッドがオマケで付いている。
フロッピー内のドキュメントでは、SEGAとのライセンス契約が高額であったことと、他のソフトウェアハウスとの兼ね合いで価格が安く出来なかったことが言及され、その分前述の形でオマケを充実させた旨の記述がある。
煙の処理については、濃淡をつける改造が雑誌に掲載されるなどした。
Amiga（1989年、Activision）
欧州版。
Amiga（1989年、SEGA）
北米版。
Atari ST（1989年、Activision）

MS-DOS（1989年、SEGA）

メガドライブ（1990年、電波新聞社　※海外ではセガが発売）
『II』としての移植。X68000版をベースに電波新聞社のスタッフが移植を行った。X68000版では再現されていた空母や補給機が拡大縮小する演出や、基地での補給といった演出が削除されている反面、ボーナスステージや、煙の処理については、ディティールが細かくなっているという違いがある。また、水平線の回転処理をラスタースクロールと、スクロール位置の調整により実現しているため、遠景のグラデーション処理もなくなっている。サウンドのコンバートは岩垂徳行が担当。
パッド操作の初期設定では、標準パッドの3ボタンのうち、2ボタンをスロットルのHIGHとLOWに振り分け、機銃のバルカンはボタン操作をしなくてもプレイ中は常時発射しっ放しという仕様になっている。機銃のオンオフ操作をプレイヤーが行わないことにより、ホーミングミサイルの発射と速度調整への操作のリソースを優先させた仕様で、これによりホーミングミサイルで次々と命中させる爽快感や、背後の戦闘機やミサイルをアフターバーナーを吹かして逃げるスリリングさ、直近から発射される敵戦闘機のミサイルを紙一重で躱すテクニカルな展開をパッドでも無理なく楽しめる仕上がりになっていた。
また、電波新聞社から発売されたアナログコントローラー「XE-1AP」、「AE1-EX」を使用することでアナログ操作の仕様も実装されており、メガドライブでは初のアナログ操作に対応したゲームでもあった。尚オプションである程度自分の好みにボタン用途を振り分けることも可能。
マニアからはメガドライブ史に残る良移植という評価がなされ、マークIII版での移植の失敗を補って有り余る出来であるといった声もあり、ROM容量の関係で各演出関連カット、サンプリングレートの低さからくる全体的にノイジーな印象のサウンドや、業務用と比較するとギターパートの迫力が物足りない面などもあったが、それら含めても全体的な評価は大きく損ねていなかったとされる。
PCエンジン（1990年、NECアベニュー）
『II』としての移植。アーケード版をベースにビッツラボラトリーのスタッフが移植を行った。地形オブジェクトが台形状にのみ配置され画面内にスコア表示やミサイルHIT表示が無く、残機数やミサイル数が画面下の黒枠内で表示されるためゲーム画面としてのサイズは小さくなっている。ROM内にキャラクターパターンを大量に用意し高速で切り替え表示をする事でキャラクターオーバーによるスプライトの欠けは散見されるが処理落ちがほとんど無い60fpsの高速描写を実現している。
PCエンジン版は先行発売のメガドライブ版で再現されていなかった各演出の再現に注力しており、空母への離着陸や補給機の疑似拡大縮小表示、地上滑走路へのスムーズな離着陸や基地のミサイル補給、プレイヤー機のやられパターン、後部敵機の警告ボイスなどを全て再現していた。またオープニングデモの3D球体の拡縮回転演出は業務用のものを全パターン再現しており、オプションモードのオマケモードではこの3Dの球体をプレイヤーが自由に操作出来るモードが収録されていた。
標準のコントローラーではスピード調整をRUNボタンひとつで行わなければならず操作が難しいが、電波新聞社から発売されたアナログコントローラー「XE-1AP」と専用接続アダプタ「X-HE3」を併用することで、加減速を含めたアナログ操作が可能。
BGMはその内蔵音源の特性の違いにより、それを補うためにサントラのアルバム収録版と同様に、BGMにはメロディーラインが入ったものを使用していた。
スーパー32X（1995年）
この頃はアーケード版の稼動開始から年数も経っており、また家庭用ゲーム機の能力も向上していたことから、アーケード版にかなり近い良好な移植が実現した。ゲーム自体は『II』としての移植だが、タイトルは『アフターバーナーコンプリート』と変更されている。
製作は先に発売のスーパー32X版『スペースハリアー』と同様にゲームのるつぼが移植担当。背景の一部に省略されている箇所がある。また、音声出力が左右逆。MD版と同様、マイコンソフトのアナログスティックAE1-EXに対応。
セガサターン（1996年）
移植はゲームのるつぼが担当。セガの名作ゲームをアーカイブする事を目的とした「SEGA AGESシリーズ」（セガサターン版）の1つとして発売された。
この世代のゲーム機で（家庭用テレビ及び外付けディスプレイに接続出来る機種の中では）ほぼアーケード版『II』に忠実なレベルの移植が実現出来た。
ただし初期型のセガサターンでアナログミッションスティックを使用した場合稀にミサイルが発射できなくなるバグが存在する。
隠し機能としてメロディ－付きBGMでプレイできるプレイモ－ドしてwith Melody　モ－ドが存在する。
3DS版が発売されるまではメロディー付BGMでアーケード版の画面でプレイ可能な唯一の環境であった。
ゲームディスクにはボーナストラックとしてアーケード版『アフターバーナー』（『I』）の曲が数曲収録されている。
ドリームキャスト（2001年）
『シェンムーII』内のミニゲーム版と、ムック本『鈴木裕ゲームワークス Vol.1』に付属した、鈴木裕が手がけたアーケード作品のドリームキャスト用ソフトの1つとして収録された2バージョンが存在する。移植完成度は、セガサターン同様だが、BGMの音色が多少違う。
PlayStation 2（2004年、3Dエイジス）
セガエイジス2500シリーズの1本として発売。このシリーズの当初のテーマは原作を忠実に再現した移植作を作るのでなく、「進化したハードで再作成（つまりリメイク）する」というもので、当シリーズ10作目のアフターバーナーもこのテーマに準ずる作品となっている。リメイクによりグラフィックは一新したものの原作ルールに準じた「オリジナルモード」と、リメイクルールの「アレンジモード」がある。
ニンテンドー3DS（3D アフターバーナーII）（2013年）
セガが2012年から展開している「セガ3D復刻プロジェクト」第2期第1弾として、Nintendo 3DSの基本的な機能である裸眼立体視に対応した移植作。移植完成度はセガサターン版同様だが、オプション機能が追加装備された。
過去の「3D復刻プロジェクト」で実装されているオプション機能は概ね搭載。代表的なものは下記参照。
- アーケード筐体をプレイした気分を味わえるように、自キャラの動作に合わせて映像がローテートする「ムービング筐体モード」。
- 実際の筐体から発せられた機械音を再現する環境音設定。
- サウンドにはローパスフィルタが実装され、BGMと効果音については内部的な設定を付加することによって、各々調整が可能になっている。
- メロディーラインの部分については、オリジナルのデータから実際に演奏可能なデータに変換されており、結果として量産基板で鳴る最初のメロディ入りのデータとなった。
- 各ステージの任意セレクトモード、途中セーブ/ロード、リプレイ機能。

このほか、全体の敵編成・ロックオン判定などをアレンジした「スペシャルモード」を搭載。
ちなみに、HOME画面でゲーム選択時に上画面に表示される3Dアイコンはダブルクレイドルタイプ筐体の3Dモデルが使われている。
後述の『クライマックス』同様、ノースロップ・グラマン社のライセンスを取得している。
2016年12月22日に発売されたパッケージ版オムニバスソフト『セガ3D復刻アーカイブス3 FINAL STAGE』にも収録された。
2022年12月21日をもってダウンロード版『セガ3D復刻アーカイブス3 FINAL STAGE』と『3D アフターバーナーII』の配信・販売が終了した。
メガドライブ ミニ2（2022年）
セガがリリースする復刻系テレビゲーム機「メガドライブ ミニ2」（MDミニ2）に60作のゲーム群の一つとしてMD版をプリインストール収録する。
オリジナルのMD版と同様、アナログ操作に対応しているが、MDミニ2のアナログ操作対応周辺機器は（公式には）X68000用の周辺機器である「サイバースティック」を基にMDミニ2に対応させた「XE1AJ-USB“ サイバースティック ” 」のみとなっている。（AE1-EXを素直に復刻するのではなくサイバースティックをシャープほか関係各位にお願いしてまで復刻しMDミニ2に対応させた理由については出典記事を参照されたい）

### その他
ビデオチャレンジャー版（1987年、タカラ）
『アフターバーナー』の画像を使用したソフトが発売されている。ただし、F-14XXの自機はミサイルの補給、着陸、離陸シーンがほとんど隠れてしまっている。効果音は石田サウンドプロ（松田昭彦他）及び柏原満らが担当。
LCDゲーム版（1989年、Tiger Electronics）

携帯電話版
- ブラジルのSEGAの代理店であるTecToyが2006年に『II』をブラジルの携帯電話向けに移植している。
- 日本でも2007年にSEGAがiモード版をリリースしている。

他、携帯電話では各社が各国の各機種に移植をリリースしている。

## 評価
アーケード版
- ゲーム誌『ゲーメスト』（新声社）誌上で行われていた「第1回ゲーメスト大賞」において総合2位を獲得、その他にベストエンディング賞で6位、ベストグラフィック賞で1位、ベスト音声合成賞で8位、プレイヤー人気で3位、大型筐体ゲームベストインカムで2位を獲得した。
- 1991年にそれまで発売されていたアーケードゲーム全てを対象に行われた『ゲーメスト』読者の人気投票によるゲーメストムック『ザ・ベストゲーム』では21位を獲得、同誌では「これをやらずして体感ゲームは語れない」、「体感ゲームの中では、グラフィックの迫力、臨場感たっぷりのサウンドで他を大きくひきはなした。ゲームとしての完成度も高く、スピード感あふれるドッグファイトゲームとなった」と評している。
- 1998年にそれまで発売されていたアーケードゲーム全てを対象に行われたゲーメストムック『ザ・ベストゲーム2』では、『名作・秀作・天才的タイトル』と認定された「ザ・ベストゲーム」に選定され、「前後に振り子のようにスライドする筐体の中にプレイヤーが座るイスを左右に振らせるというアイデアにより、上昇下降加減速も表現した」、「すごいのはその速さ、激しく動き回る戦闘機に遅れることなく、ダイレクトに反応し、動いてくれた。この反応の良さが、多くのファンを獲得した原因となった」、「展開の中には途中でミサイルを補給するシーンがあったりと演出もまた良かった」と紹介されている。

ファミリーコンピュータ版
ゲーム誌『ファミコン通信』のクロスレビューでは合計26点、『ファミリーコンピュータMagazine』の読者投票による「ゲーム通信簿」での評価は以下の通り20.61点（満30点）となっている。また、同雑誌1991年5月10日号特別付録の「ファミコンロムカセット オールカタログ」では「『新ハード』が続々発売される中、ファミコンの性能を再認識させるような良く出来たゲームだ」と紹介されている。
| 項目 | キャラクタ | 音楽 | 操作性 | 熱中度 | お買得度 | オリジナリティ | 総合  |
| 得点 | 3.45       | 3.67 | 3.34   | 3.58   | 3.21     | 3.36           | 20.61 |
メガドライブ版
ゲーム誌『ファミコン通信』のクロスレビューでは合計29点、『メガドライブFAN』の読者投票による「ゲーム通信簿」での評価は以下の通り21.25点（満30点）となっている。また、同雑誌1991年7月15日号特別付録の「MEGADRIVE ALL CATALOG」では「業務用の体感はさすがに失われてはいるものの、敵を次々とロックオンして撃墜する快感は完璧に移植されている。アフターバーナー時のスピード感がすごい」と紹介されている 。
| 項目 | キャラクタ | 音楽 | 操作性 | 熱中度 | お買得度 | オリジナリティ | 総合  |
| 得点 | 3.31       | 3.67 | 3.56   | 3.78   | 3.49     | 3.44           | 21.25 |
PCエンジン版
ゲーム誌『ファミコン通信』のクロスレビューでは合計28点、『月刊PCエンジン』では75・80・70・80・75の平均76点、『マル勝PCエンジン』では8・8・10・7の合計33点、『PC Engine FAN』の読者投票による「ゲーム通信簿」での評価は以下の通り21.77（満30点）となっている。また、この得点はPCエンジン全ソフトの中で181位（485本中、1993年時点）となっている。その他、1998年に刊行されたゲーム誌『超絶 大技林 '98年春版』（徳間書店）では「スピード感は業務用よりある。PCエンジンのハードからすれば、なかなかの出来といえる」と紹介されている。
| 項目 | キャラクタ | 音楽 | 操作性 | 熱中度 | お買得度 | オリジナリティ | 総合  |
| 得点 | 3.55       | 3.83 | 3.38   | 3.62   | 3.99     | 3.40           | 21.77 |
メガドライブ スーパー32X版
ゲーム誌『ファミコン通信』のクロスレビューでは合計25点、『メガドライブFAN』の読者投票による「ゲーム通信簿」での評価は以下の通り22.9点（満30点）となっている。
| 項目 | キャラクタ | 音楽 | お買得度 | 操作性 | 熱中度 | オリジナリティ | 総合 |
| 得点 | 3.8        | 4.2  | 4.0      | 3.6    | 3.9    | 3.3            | 22.9 |
セガサターン版
ゲーム誌『SATURN FAN』の読者投票による「ゲーム通信簿」での評価は以下の通り22.8点（満30点）となっている。
| 項目 | キャラクタ | 音楽 | お買得度 | 操作性 | 熱中度 | オリジナリティ | 総合 |
| 得点 | 3.8        | 4.1  | 3.9      | 3.7    | 3.9    | 3.5            | 22.8 |

## 続編

### アフターバーナーIII
1992年にCSK総合研究所（海外ではセガ）より販売された、メガCD用ソフト。同時期にFM TOWNS版も発売された。
『アフターバーナー』の名を冠しているが、実際には派生アーケードゲーム『ストライクファイター』の画面構成、ゲームシステムを採用した作品。BGMや敵の出現パターンが異なるため、純粋な移植作ではない。海外で発売されたバージョンは上記のFM TOWNS版『アフターバーナーII』のBGMが使用されたり、6ボタンパッドにも対応している。

### アフターバーナー クライマックス
ストーリーが一新され、アフターバーナーの世界から約4X年後を設定（旧作：199X年→クライマックス:203X年）。Z国でクーデターが発生し軍事政権が誕生。周辺国への侵攻準備を開始したZ国に対し、A国は1ヶ月以内の武装解除と国民投票の実施を要求、実行されない場合は武力介入するとの声明を発表。国連は平和的解決に向け対話の場を提供するが、A国の強大な軍事力に対しZ国が核兵器のカードをちらつかせ会談は失敗。要求期限まで残された時間はあと48時間。国連内の組織「G.H.O.S.T.」所属特殊航空部隊・通称「Brave Fangs」の一員となり、世界の危機（全面核戦争）を回避するために出撃するというストーリーに。
時間の流れを遅くし効果時間中にロックオンした敵機をまとめて撃墜する「クライマックスモード」を搭載。グラフィックもリアルになり、2人スコア対戦プレイができる。システム基板はChihiroの後継である『LINDBERGH』を使用し、実在の機体3機（F-14DスーパートムキャットをはじめF/A-18Eスーパーホーネット、F-15Eストライクイーグル）をプレイヤー機として収録。ゲーム中で使用されている全ての機体は実際にボーイング社とノースロップ・グラマン社のライセンスおよび監修を受けている。『アフターバーナーII』のBGMもコマンド（ゲーム開始直前の画面でスピードレバーSLOW+ミサイルボタン）で選択可能。
プレーヤー機各機体に4色のカラーバリエーション（スタンダード・カモフラージュ・スペシャルペイント・ロービジビリティ）がある。また、ステージ分岐があり、プレーヤーの意志により分岐する物とプレーヤーの成績により分岐する物がある。

### AFTER BURNER: BLACK FALCON
海外のPlayStation Portableで発売された続編。Planet Moon Studiosが開発し2007年3月に発売された。

## その他
- 映画『ターミネーター2』（1991年）のワンシーンに、ゲームセンターでダブルクレイドルタイプを主人公のジョン・コナーがプレイしているシーンがある。
- 映画『僕らはみんな生きている』（1993年）の主人公の高橋啓一の持ち物のひとつに当ゲームのファミリーコンピュータ用カートリッジがある。